# Randan, Puy-de-Dôme
Randan là một xã thuộc tỉnh Puy-de-Dôme trong vùng Auvergne-Rhône-Alpes miền trung nước Pháp. Xã này nằm ở khu vực có độ cao trung bình 410 mét trên mực nước biển.